# Rhabdodontomorpha
De Rhabdodontomorpha zijn een groep van plantenetende ornithischische dinosauriërs behorend tot de Euornithopoda.
In 2016 werd in het kader van de beschrijving, op basis van Spaanse vondsten, van een vroeg lid van de Rhabdodontidae, een kladistische analyse uitgevoerd waarin Muttaburrasaurus de zustersoort bleek van de Rhabdodontidae sensu Weishampel. Daarom definieerden Paul-Emile Dieudonné, Thierry Tortosa, Fidel Torcida Fernández-Baldor, José Ignacio Canudo en Ignacio Díaz-Martínez een nodusklade Rhabdodontomorpha als de groep bestaande uit de laatste gemeenschappelijke voorouder van Rhabdodon priscus Matheron, 1869 en Muttaburrasaurus langdoni Bartholomai and Molnar, 1981; en al zijn afstammelingen.
Verdere waarschijnlijke soorten binnen de klade zijn Zalmoxes en Mochlodon.
De groep bestaat uit kleine tot grote planteneters uit Europa en Gondwana. Zij moet zich hebben afgesplitst tijdens het Middelste Jura. 